# Oxid skanditý
Oxid skanditý je jediným oxidem skandia, to je v něm přítomné v oxidačním čísle III. Využívá se při přípravách jiných sloučenin skandia a ve vysokoteplotních systémech, kde se využívá jeho odolnosti vůči vysokým teplotám a tepelnému šoku.

## Výroba
Oxid skanditý je základní sloučeninou, která se získává při těžbě a rafinaci skandia. Skandium se nachází v minerálech thortveititu (Sc,Y)2(Si2O7) a kolbeckitu ScPO4.2H2O, které jsou ale poměrně vzácné. Ve stopových množstvích je přítomné i v dalších minerálech.